# Salomon Savery

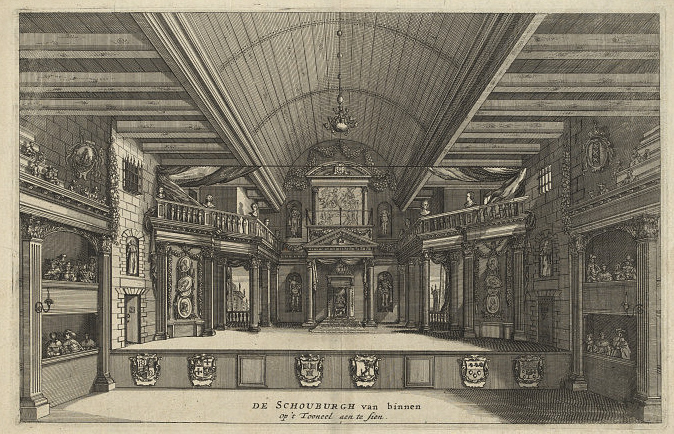
Interior del Teatro de Van Campen en Ámsterdam

Salomon Savery (Ámsterdam, 1594-Haarlem, 1683) fue un grabador de los Países Bajos septentrionales. 

## Biografía
Savery nació en Ámsterdam. Según el Instituto neerlandés de historia del arte, era hijo de Jacob Savery, hermano de Pieter, Hans II y Jacob II, sobrino de Hans I y Roelant (su padrino), y tío de Geetruyd, Roelant y Magdalena Roghman. Su primera obra fechada es de 1610, según un trabajo de su tío Joos Goeimare. Viajó a Inglaterra en 1632. Murió en Haarlem. 

## Obra
Savery grabó en Ámsterdam las planchas de cobre del plano de Madrid conocido como Mantua Carpetanorum sive Matritum Urbs Regia o Plano de Texeira.